# Faonte

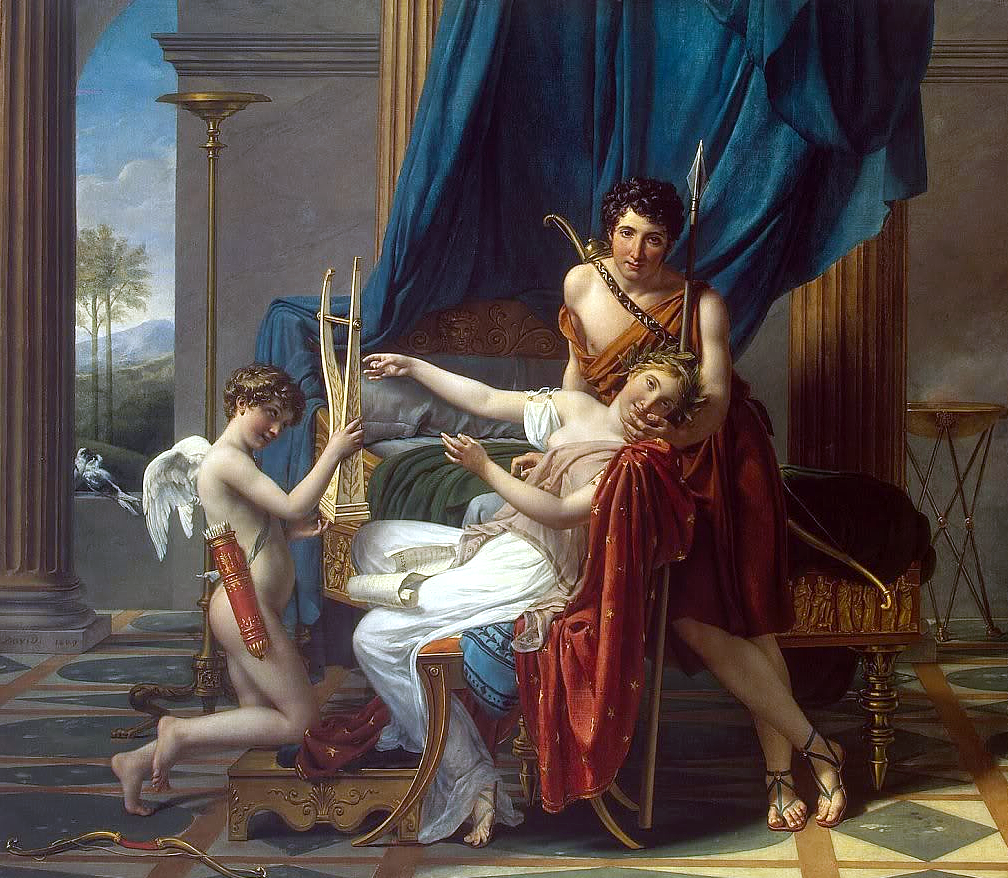
Safo, Faonte e Cupido Jacques-Louis David, 1809

Faonte, na mitologia grega, (em grego:  Φάων; gen.: Φάοντος) era um barqueiro de Mitilene na ilha de Lesbos. Era feio e horrível quando Afrodite se aproximou do seu barco, disfarçada de velha feiticeira. Faonte transportou-a para a Ásia Menor e não aceitou pagamento. Como recompensa, ela ofereceu-lhe um frasco de unguento. Quando ele se untou com o unguento, transformou-se num belo rapaz.
Segundo a mitologia, Safo apaixonou-se por ele. Ele fez amor com ela, mas, rapidamente,  arrependeu-se  e abandonou-a. Safo ficou tão perturbada pela rejeição que se atirou ao mar do alto de um penedo, acreditando na superstição de que, se não se afogasse, ficaria curada da sua paixão. Afogou-se. Eliano refere que Faonte seria morto mais tarde por um homem a quem ele andava a encornar.
Para além de Eliano, a história de Faonte é também narrada por Ovídio e Luciano de Samósata. Também é mencionado por Plauto em Miles Gloriosus como sendo um de apenas dois homens no mundo inteiro que "alguma vez teve a sorte de ser tão apaixonadamente amado por uma mulher" (Ato 3).
Este artigo incorpora texto da edição de 1848 de Classical Dictionary de Lemprière.